# Federacja Młodych Socjaldemokratów

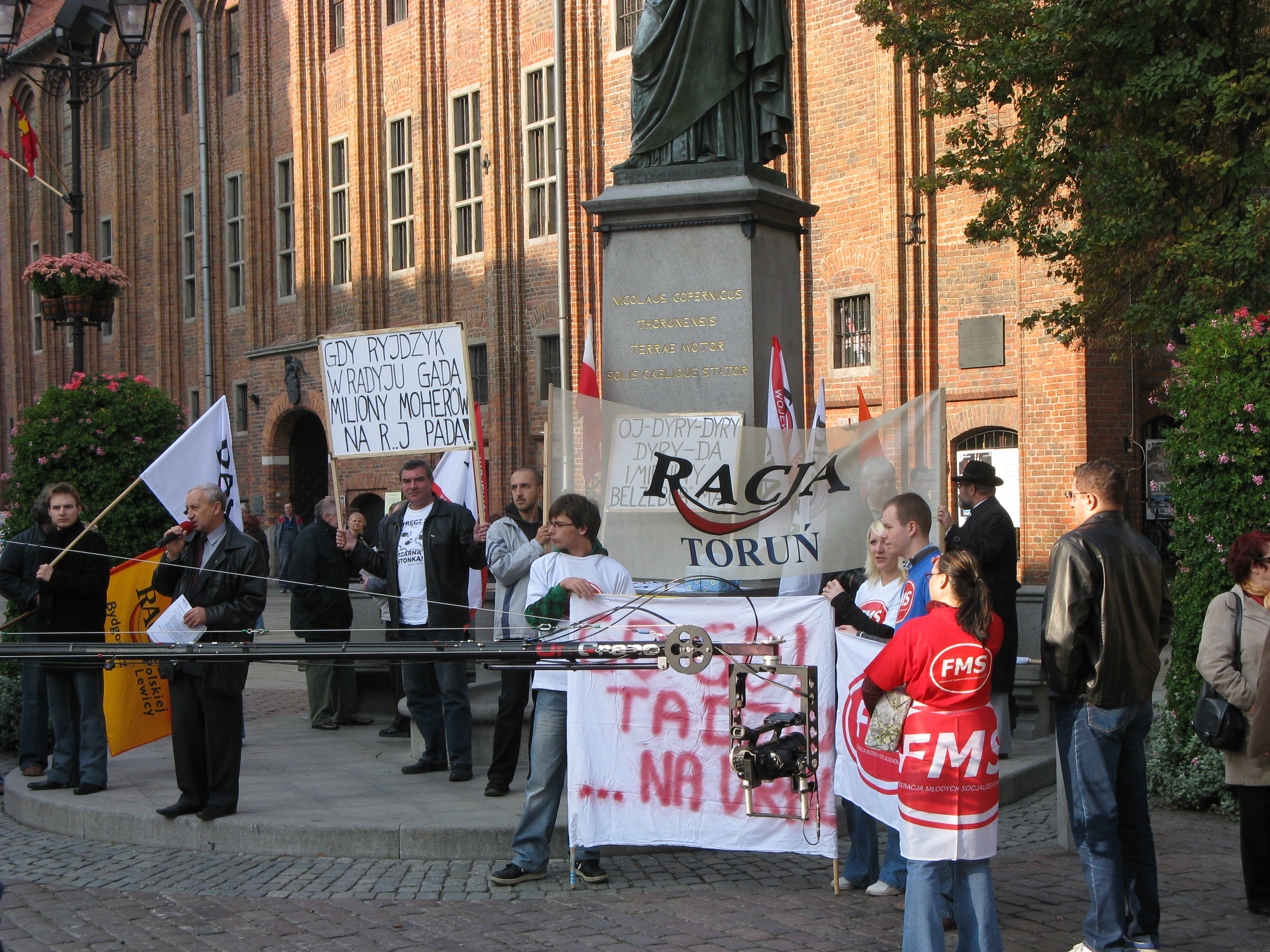
Manifestacja antyklerykalna z udziałem członków FMS w Toruniu

Federacja Młodych Socjaldemokratów (FMS) – młodzieżowe stowarzyszenie polityczne związane z Nową Lewicą, a dawniej - Sojuszem Lewicy Demokratycznej. FMS zrzesza młodzież mającą lewicowe i centrolewicowe poglądy polityczne. Do organizacji mogą należeć osoby między 16 a 35 rokiem życia. Federacja Młodych Socjaldemokratów jest jedną z pięciu młodzieżówek partii skupionych w koalicji Lewica. Jest członkiem europejskich organizacji młodzieżowych: IUSY i YES (ECOSY).
FMS powstała w połowie roku 2003 z połączenia Sojuszu Młodej Lewicy i Stowarzyszenia Młodej Lewicy Demokratycznej. W styczniu 2006 FMS podpisała porozumienie największych centrolewicowych młodzieżówek Forum na rzecz Demokracji.  W 2014 i 2018 roku FMS weszła w skład komitetu wyborczego SLD Lewica Razem. Kandydaci FMS do samorządów terytorialnych znaleźli się na listach tego komitetu.

## Struktura
Władzą wykonawczą stowarzyszenia jest Zarząd Główny, a władzą uchwałodawczą - Rada Krajowa, złożona z osób wybranych przez Kongres, Zarządu Głównego i przewodniczących Regionów. Dodatkowo na szczeblu centralnym działają Krajowa Komisja Rewizyjna oraz Krajowy Sąd Koleżeński. Najwyższą władzą stowarzyszenia jest odbywający się co dwa lata Kongres stowarzyszenia - wybiera on władze stowarzyszenia oraz może modyfikować statut.
Stowarzyszenie podzielone jest na 16 regionów odpowiadających województwom. W dalszej kolejności regiony dzielą się na koła lokalne, będące podstawową jednostką organizacyjną.

## Program
1 maja 2021 roku wiceprzewodniczący FMS Jakub Pietrzak stojący na czele zespołu programowego ogłosił nowy program organizacji pod nazwą "Czas na zmiany #BazaFMS". Obejmuje on zagadnienia z 11 obszarów: Zdrowie, Edukacja, Świeckość, Bezpieczeństwo, Środowisko, Gospodarka, Wolność, Kultura, Polityka społeczna, Infrastruktura i Rolnictwo. Zapowiedział on również dalsze prace nad programem w konsultacji z innymi młodzieżówkami, organizacjami społecznymi, związkami zawodowymi i innymi osobami zainteresowanymi.

## Przewodniczący (od 2023)[8]
- Grzegorz Pietruczuk (2004–2008)[9]
- Marceli Zaborek (2008–2010)[10]
- Paulina Piechna-Więckiewicz (2010–2012)[11]
- Grzegorz Gruchalski (2012–2014)[12]
- Maciej Onasz (2014–2016)[13]
- Błażej Makarewicz (2016–2018)[14]
- Adam Wojech (2018-2020)[15]
- Artur Jaskulski (2020-2023)[16]
- Kacper Krakowiak (od 2023)[17]

## Zarząd główny (od 2023)
- Przewodniczący – Kacper Krakowiak
- Sekretarz generalna – Ismena Lechowska
- Wiceprzewodnicząca – Zuzanna Piwowar
- Wiceprzewodnicząca – Julia Jarus
- Wiceprzewodniczący – Jakub Dwórnik
- Sekretarzyni ds. międzynarodowych – Aleksandra Iwanowska

## Rada Krajowa (od 2023) - wybrani przez Kongres[18]
- Jacek Palus
- Marcin Cedro

- Anita Piekacz
- Jakub Turczak
- Oskar Urban
- Adam Wojech
- Justyna Klimasara
- Jakub Kalbarczyk
- Bartłomiej Michaliszyn
- Natalia Wieczorek
- Jakub Ćmachowski
- Patryk Kołbyko
- Oliwia Wac
- Karol Czerwiec
- Wojciech Bryłka
- Piotr Andrzej Ślęczek

## Rada Krajowa (od 2023) - przewodniczący regionów[19]
- Hubert Gontarczyk
- Ziemowit Dziopa
- Julita Nowacka
- Zuzanna Jankowska
- Marek Kuźmicz
- Zuza Piwowar
- Igor Wołowiec
- Wiktor Sawicki
- Igor Wołowiec
- Kinga Bylicka
- Sofia Gallaida
- Bartosz Piórkowski